# Ingvald Eriksen
Ingvald Eriksen (Odense, 3 settembre 1884 – Odense, 28 gennaio 1961) è stato un ginnasta danese.

## Palmarès

### Olimpiadi
- 1 medaglia:
  - 1 argento (Stoccolma 1912 nel concorso svedese a squadre)